# Оброчне (Темниковський район)
Обро́чне (рос. Оброчное, ерз. Оброчное) — селище у складі Темниковського району Мордовії, Росія. Входить до складу Бабеєвського сільського поселення.
Населення — 25 осіб (2010; 32 2002).
Національний склад (станом на 2002 рік):
- мокшани — 100 %